# Lijst van records wereldkampioenschap wegrace
Deze pagina toont de records en statistieken in het wereldkampioenschap wegrace vanaf 1949 tot heden.

## Meeste raceoverwinningen behaald in alle klassen
| #  | Nationaliteit | Naam             | WK | GP  | GP | GP | Seizoenen  |
| -- | ------------- | ---------------- | -- | --- | -- | -- | ---------- |
| 1  | ITA           | Giacomo Agostini | 15 | 122 | 35 | 2  | 1964-1977  |
| 2  | ITA           | Valentino Rossi  | 9  | 115 | 45 | 27 | 1996-2021  |
| 3  | ESP           | Ángel Nieto      | 13 | 90  | 35 | 14 | 1964-1986  |
| 4  | ESP           | Marc Márquez     | 8  | 81  | 35 | 17 | 2008-heden |
| 5  | ENG           | Mike Hailwood    | 9  | 76  | 25 | 11 | 1958-1967  |
| 6  | AUS           | Michael Doohan   | 5  | 54  | 31 | 10 | 1989-1999  |
| 7  | ENG           | Phil Read        | 7  | 52  | 44 | 25 | 1961-1976  |
| 8  | ESP           | Dani Pedrosa     | 3  | 45  | 38 | 29 | 2001-2018  |
| 9  | RHO           | Jim Redman       | 6  | 45  | 33 | 20 | 1959-1966  |
| 10 | AUS           | Casey Stoner     | 2  | 45  | 17 | 27 | 2001-2012  |
| 11 | ESP           | Jorge Lorenzo    | 5  | 44  | 36 | 18 | 2002-2019  |

Vet gezette coureurs zijn nog actief in het wereldkampioenschap wegrace.

### Jongste rijder met zeges in drie klassen
| Rijder          | Land | Leeftijd             | Klassen              |
| --------------- | ---- | -------------------- | -------------------- |
| Marc Márquez    | ESP  | 20 jaar en 63 dagen  | 125cc, Moto2, MotoGP |
| Valentino Rossi | ITA  | 20 jaar en 144 dagen | 125cc, 250cc, 500cc  |
| Dani Pedrosa    | ESP  | 20 jaar en 227 dagen | 125cc, 250cc, MotoGP |
| Jorge Lorenzo   | ESP  | 20 jaar en 345 dagen | 125cc, 250cc, MotoGP |
| Mike Hailwood   | GBR  | 21 jaar en 75 dagen  | 125cc, 250cc, 500cc  |
| Casey Stoner    | AUS  | 21 jaar en 145 dagen | 125cc, 250cc, MotoGP |

## Moto2 / 250 cc

### Meeste wereldtitels
| Land | Coureur       | Totaal | Seizoenen              |
| ---- | ------------- | ------ | ---------------------- |
| ENG  | Phil Read     | 4      | 1964, 1965, 1968, 1971 |
| ITA  | Max Biaggi    | 4      | 1994, 1995, 1996, 1997 |
| ITA  | Carlo Ubbiali | 3      | 1956, 1959, 1960       |
| ENG  | Mike Hailwood | 3      | 1961, 1966, 1967       |
| ITA  | Walter Villa  | 3      | 1974, 1975, 1976       |
| GER  | Toni Mang     | 3      | 1980, 1981, 1987       |

## Moto GP / 500 cc

### Jongste GP-winnaars in de koningsklasse
| Rijder           | Land | Leeftijd             | Jaar en plaats            |
| ---------------- | ---- | -------------------- | ------------------------- |
| Marc Marquez     | ESP  | 20 jaar en 63 dagen  | 2013, GP Amerika's        |
| Valentino Rossi  | ITA  | 20 jaar en 144 dagen | 2000, GP Groot-Brittannië |
| Freddie Spencer  | USA  | 20 jaar en 196 dagen | 1982, GP België           |
| Norick Abe       | JPN  | 20 jaar en 227 dagen | 1996, GP Japan            |
| Dani Pedrosa     | ESP  | 20 jaar en 227 dagen | 2006, GP China            |
| Randy Mamola     | USA  | 20 jaar en 239 dagen | 1980, GP België           |
| Jorge Lorenzo    | ESP  | 20 jaar en 345 dagen | 2008, GP Estoril          |
| Mike Hailwood    | GBR  | 21 jaar en 75 dagen  | 1961, GP Groot-Brittannië |
| Casey Stoner     | AUS  | 21 jaar en 145 dagen | 2007, GP Qatar            |
| Fabio Quartararo | FRA  | 21 jaar en 90 dagen  | 2020, GP Spanje           |

### Jongste wereldkampioenen in de koningsklasse
| Rijder           | Land | Leeftijd             | Jaar |
| ---------------- | ---- | -------------------- | ---- |
| Marc Márquez     | ESP  | 20 jaar en 266 dagen | 2013 |
| Freddie Spencer  | USA  | 21 jaar en 258 dagen | 1983 |
| Casey Stoner     | AUS  | 21 jaar en 342 dagen | 2007 |
| Mike Hailwood    | GBR  | 22 jaar en 160 dagen | 1962 |
| John Surtees     | GBR  | 22 jaar en 182 dagen | 1956 |
| Fabio Quartararo | FRA  | 22 jaar en 187 dagen | 2021 |
| Valentino Rossi  | ITA  | 23 jaar en 144 dagen | 2001 |
| Jorge Lorenzo    | ESP  | 23 jaar en 159 dagen | 2010 |